# Диаграммы Коксетера — Дынкина

Диаграммы Коксетера — Дынкина для фундаментальных конечных групп Коксетера

Диаграммы Коксетера — Дынкина для фундаментальных аффинных групп Коксетера

Диаграмма Коксетера — Дынкина (или диаграмма Коксетера, граф Коксетера, схема Коксетера) — это граф с помеченными числами рёбрами (называемыми ветвями), представляющими пространственные связи между набором зеркальных симметрий (или гиперплоскостей зеркальных отражений).
Диаграмма описывает калейдоскопичное построение — каждая «вершина» графа представляет зеркало (грань фундаментальной области), а метки ветвей задают величину двугранного угла между двумя зеркалами (на гребне фундаментальной области, то есть на грани с размерностью {\displaystyle n-2}).
Непомеченные ветви неявно подразумевают порядок 3.
Каждая диаграмма представляет группу Коксетера, и группы Коксетера классифицируются ассоциированными с ними диаграммами.
Диаграммы Дынкина тесно связаны с диаграммами Коксетера и отличаются от них в двух отношениях — во-первых, ветви с меткой «4» и выше являются ориентированными, в то время как в диаграммах Коксетера они неориентированные, во-вторых, диаграммы Дынкина должны удовлетворять дополнительному (кристаллографическому) ограничению, а именно, в качестве меток разрешены только 2, 3, 4 и 6.
Диаграммы Дынкина соответствуют системе корней и используются для их классификации, а потому соответствуют полупростым группам Ли.

## Описание
Ветви диаграммы Коксетера — Дынкина помечаются рациональными числами p, соответствующими двугранным углам 180°/p.
Если p = 2, угол равен 90° и зеркала никак не влияют друг на друга, так что ветвь может быть исключена из диаграммы.
Если ветвь не помечена, предполагается, что p = 3, что соответствует углу 60°.
Два параллельных зеркала имеют ветвь, помеченную знаком «∞».
В принципе, n отражений могут быть представлены полным графом, в котором все n(n − 1) / 2 ветвей нарисованы.
На практике, почти все интересные комбинации отражений содержат некоторое число прямых углов, так что соответствующие ветви могут быть исключены.
Диаграммы могут быть обозначены согласно их структуре графа.
Первыми формами, которые изучал Людвиг Шлефли, были симплексы, определяемые набором взаимноперпендикулярных рёбер.
Эти симплексы Шлефли назвал ортосхемами.
Ортосхемы возникают в различных контекстах, а особенно при рассмотрении правильных политопов и правильных сотов.
Плагиосхемы — это симплексы, представленные ветвящимися графами, а циклосхемы — симплексы, представленные циклическими графами.

## Матрица Грама (Шлефли)
Любая диаграмма Коксетера имеет соответствующую матрицу Шлефли с элементами 
{\displaystyle a_{i,j}=a_{j,i}=-2\cos \left({\frac {\pi }{p}}\right),}
где {\displaystyle p} — порядок ветки между парами отражений.
Как матрица косинусов, она также называется матрицей Грама по имени Йоргена Грама.
Все матрицы Грама группы Коксетера симметричны, поскольку их корневые векторы нормализованы. 
Они близко связаны с матрицами Картана, которые используются в подобном контексте, но для ориентированных графов диаграмм Дынкина для случаев {\displaystyle p=2,3,4,6} и которые, в общем случае, несимметричны.
Определитель матрицы Шлефли называется шлефлианом (он же грамиан) и его знак определяет, является ли группа конечной (положительный определитель), аффинной (нулевой) или неопределённой (отрицательный). 
Это правило называется критерием Шлефли.
Собственные значения матрицы Грама определяют, является ли группа Коксетера конечного типа (все значения положительны), аффинного типа (все неотрицательны, по меньшей мере одно значение равно нулю) или неопределённого типа (все остальные случаи). 
Неопределённый тип иногда далее разбивается на подтипы, например, на гиперболические и остальные группы Коксетера. 
Однако имеется много неэквивалентных определений гиперболических групп Коксетера. 
Мы используем следующее определение: Группа Коксетера с соответствующей диаграммой является гиперболической, если она ни конечного, ни аффинного типов, но любая связная поддиаграмма имеет либо конечный, либо аффинный тип. 
Гиперболическая группа Коксетера компактна, если все её подгруппы конечны (то есть имеют положительные определители) и паракомпактна, если все её подгруппы конечны или аффинны (то есть имеют неотрицательные определители).
Конечные и аффинные группы также называются эллиптическими и параболическими соответственно. 
Гиперболические группы называются также группами Ланнера (швед. Folke Lannér), который перечислил компактные гиперболические группы в 1950-м, а паракомпактные группы — группами Кошуля (фр. Jean-Louis Koszul [kɔ'syl]), или квазиланнеровыми группами. 
Встречаются и другие названия.
Так, в статье Максвелла конечные группы называются положительными, а аффинные — евклидовыми.

### Группы Коксетера ранга 2
Для ранга 2 тип группы Коксетера полностью определён определителем матрицы Грама, поскольку он просто равен произведению его собственных значений: конечный тип (положительный определитель), аффинный тип (нулевой определитель) или гиперболический тип (отрицательный определитель).
Коксетер использует эквивалентную скобочную нотацию, которая перечисляет последовательности порядков веток вместо графических диаграмм узел-ветвь.
| Тип | Конечная | Конечная | Конечная | Конечная | Конечная | Аффинная | Гиперболическая | Гиперболическая |
| --- | -------- | -------- | -------- | -------- | -------- | -------- | --------------- | --------------- |
| Геометрия |          |          |          |          | …        |          |                 |                 |
| Коксетер | · [ ]    | · [2]    | · [3]    | · [4]    | · [p]    | · [∞]    | · [∞]           | · [iπ/λ]        |
| порядок | 2        | 4        | 6        | 8        | 2p       | ∞        | ∞               | ∞               |
| Прямые отражения раскрашены соответственно узлам диаграммы Коксетера. Фундаментальные области выкрашены в альтернативные цвета. |          |          |          |          |          |          |                 |                 |

| Порядок p                        | Группа                                                                      | Диаграмма Коксетера       | Диаграмма Коксетера       | Матрица Грама                                                                                               | Матрица Грама                                                                         |                           |
| Порядок p                        | Группа                                                                      | Диаграмма Коксетера       | Диаграмма Коксетера       | {\displaystyle \left[{\begin{matrix}2&a_{12}\\a_{21}&2\end{matrix}}\right]}                                 | Определитель (4-a21*a12)                                                              |                           |
| Конечная (Определитель>0)        | Конечная (Определитель>0)                                                   | Конечная (Определитель>0) | Конечная (Определитель>0) | Конечная (Определитель>0)                                                                                   | Конечная (Определитель>0)                                                             | Конечная (Определитель>0) |
| -------------------------------- | --------------------------------------------------------------------------- | ------------------------- | ------------------------- | --- | ------------------------------------------------------------------------------------- | ------------------------- |
| 2                                | I2(2) = A1xA1                                                               | node · 2 · node           | [2]                       | {\displaystyle \left[{\begin{smallmatrix}2&0\\0&2\end{smallmatrix}}\right]}                                 | 4                                                                                     |                           |
| 3                                | I2(3) = A2                                                                  | node · 3 · node           | [3]                       | {\displaystyle \left[{\begin{smallmatrix}2&-1\\-1&2\end{smallmatrix}}\right]}                               | 3                                                                                     |                           |
| 4                                | I2(4) = B2                                                                  | node · 4 · node           | [4]                       | {\displaystyle \left[{\begin{smallmatrix}2&-{\sqrt {2}}\\-{\sqrt {2}}&2\end{smallmatrix}}\right]}           | 2                                                                                     |                           |
| 5                                | I2(5) = H2                                                                  | node · 5 · node           | [5]                       | {\displaystyle \left[{\begin{smallmatrix}2&-\phi \\-\phi &2\end{smallmatrix}}\right]}                       | {\displaystyle 4\sin ^{2}(\pi /5)} ={\displaystyle (5-{\sqrt {5}})/2} ~1.38196601125  |                           |
| 6                                | I2(6) = G2                                                                  | node · 6 · node           | [6]                       | {\displaystyle \left[{\begin{smallmatrix}2&-{\sqrt {3}}\\-{\sqrt {3}}&2\end{smallmatrix}}\right]}           | 1                                                                                     |                           |
| 8                                | I2(8)                                                                       | node · 8 · node           | [8]                       | {\displaystyle \left[{\begin{smallmatrix}2&-2\cos(\pi /8)\\-2\cos(\pi /8)&2\end{smallmatrix}}\right]}       | {\displaystyle 2-{\sqrt {2}}} ~0.58578643763                                          |                           |
| 10                               | I2(10)                                                                      | node · 10 · node          | [10]                      | {\displaystyle \left[{\begin{smallmatrix}2&-2\cos(\pi /10)\\-2\cos(\pi /10)&2\end{smallmatrix}}\right]}     | {\displaystyle 4\sin ^{2}(\pi /10)} ={\displaystyle (3-{\sqrt {5}})/2} ~0.38196601125 |                           |
| 12                               | I2(12)                                                                      | node · 12 · node          | [12]                      | {\displaystyle \left[{\begin{smallmatrix}2&-2\cos(\pi /12)\\-2\cos(\pi /12)&2\end{smallmatrix}}\right]}     | {\displaystyle 2-{\sqrt {3}}} ~0.26794919243                                          |                           |
| p                                | I2(p)                                                                       | node · p · node           | [p]                       | {\displaystyle \left[{\begin{smallmatrix}2&-2\cos(\pi /p)\\-2\cos(\pi /p)&2\end{smallmatrix}}\right]}       | {\displaystyle 4\sin ^{2}(\pi /p)}                                                    |                           |
| Аффинная (Определитель=0)        |                                                                             |                           |                           | |                                                                                       |                           |
| ∞                                | I2(∞) = {\displaystyle {\tilde {I}}_{1}} = {\displaystyle {\tilde {A}}_{1}} | node · infin · node       | [∞]                       | {\displaystyle \left[{\begin{smallmatrix}2&-2\\-2&2\end{smallmatrix}}\right]}                               | 0                                                                                     |                           |
| Гиперболическая (Определитель≤0) |                                                                             |                           |                           | |                                                                                       |                           |
| ∞                                |                                                                             | node · infin · node       | [∞]                       | {\displaystyle \left[{\begin{smallmatrix}2&-2\\-2&2\end{smallmatrix}}\right]}                               | 0                                                                                     |                           |
| ∞                                |                                                                             | node · ultra · node       | [iπ/λ]                    | {\displaystyle \left[{\begin{smallmatrix}2&-2cosh(2\lambda )\\-2cosh(2\lambda )&2\end{smallmatrix}}\right]} | {\displaystyle -4\sinh ^{2}(2\lambda )\leq 0}                                         |                           |

### Геометрическое представление
Диаграмму Коксетера — Дынкина можно рассматривать как графическое описание фундаментальной области отражений.
Зеркалом (множеством неподвижных точек отражения) является гиперплоскость в заданном сферическом, евклидовом или гиперболическом пространстве.
(В двумерном пространстве зеркалом служит прямая, а в трёхмерном — плоскость.)
Ниже показаны фундаментальные области двумерных и трёхмерных евклидовых групп, а также двумерных сферических групп.
Для каждой группы диаграмма Коксетера может быть выведена путём определения гиперплоскостей и разметки их связей, игнорируя при этом двугранные углы в 90 градусов (порядок 2).
| Группа Коксетера              | {\displaystyle {\tilde {C}}_{2}} | {\displaystyle {\tilde {I}}_{1}}x{\displaystyle {\tilde {I}}_{1}} | {\displaystyle {\tilde {G}}_{2}} | {\displaystyle {\tilde {A}}_{2}} |
| Группа Коксетера              | [4,4]                            | [∞4,∞]                                                            | [6,3]                            | [(3,3,3)] = [3[3]]               |
| ----------------------------- | -------------------------------- | ----------------------------------------------------------------- | -------------------------------- | -------------------------------- |
| Фундаментальная область       |                                  |                                                                   |                                  |                                  |
| Диаграмма Коксетера — Дынкина |                                  |                                                                   |                                  |                                  |

Группы Коксетера на евклидовой плоскости с соответствующими диаграммами.
Зеркала помечены как узлы графа R1, R2, и т. д. и раскрашены соответственно порядку отражения.
Отражения на 90 градусов ничего не меняют, а потому удалены из диаграммы.
Параллельные отражения отмечены символом ∞.
Призматическая группа {\displaystyle {\tilde {I}}_{1}}x{\displaystyle {\tilde {I}}_{1}} показана как удвоение {\displaystyle {\tilde {C}}_{2}}, но она также может быть создана как прямоугольные области, полученные из удвоения треугольников {\displaystyle {\tilde {G}}_{2}}.
{\displaystyle {\tilde {A}}_{2}} является удвоением треугольника {\displaystyle {\tilde {G}}_{2}}.
| Группа Коксетера                           | [n,4]    | [∞n,∞]   | [n,3]    | [(n,3,3)] |
| ------------------------------------------ | -------- | -------- | -------- | --------- |
| Фундаментальная область                    |          |          |          |           |
| Двойственный граф (полная схема Коксетера) |          |          |          |           |
| Диаграмма Коксетера — Дынкина              |          |          |          |           |
|                                            | n=5,6... | n=3,4... | n=7,8... | n=4,5     |

Многие группы Коксетера на гиперболической плоскости могут быть распространены из евклидова случая как серии гиперболических решений.
| Группы Коксетера в трёхмерном пространстве с соответствующими диаграммами. Зеркала (треугольные грани) помечены противоположными вершинами 0..3. Ветви выкрашены соответственно порядку отражений. {\displaystyle {\tilde {C}}_{3}} заполняет 1/48 часть куба. {\displaystyle {\tilde {B}}_{3}} заполняет 1/24 часть куба. {\displaystyle {\tilde {A}}_{3}} заполняет 1/12 часть куба. | Группы Коксетера на сфере с соответствующими диаграммами. Одна фундаментальная область выделена жёлтым цветом. Вершины области (и ветви графа) выкрашены соответственно порядку отражения. |

## Конечные группы Коксетера
См. также семейства многогранников для таблицы однородных многогранников, связанных с этими группами.
- Для каждой группы приведены три различных обозначения — буквенно-цифровое обозначение, набор цифр в скобках и диаграмма Коксетера.
- Разветвлённые группы Dn являются половинными или знакопеременными версиями обычных групп Cn.
- Для разветвлённых групп Dn и En приведены обозначения с верхними индексами [3a,b,c], где числа a,b и c задают количество сегментов в каждой из трёх ветвей.

| Ранг | Простые группы Ли        | Простые группы Ли         | Простые группы Ли        | Исключительные группы Ли  | Исключительные группы Ли  | Исключительные группы Ли |                           |                            |
| Ранг | {\displaystyle {A}_{1+}} | {\displaystyle {BC}_{2+}} | {\displaystyle {D}_{2+}} | {\displaystyle {E}_{3-8}} | {\displaystyle {F}_{3-4}} | {\displaystyle {G}_{2}}  | {\displaystyle {H}_{2-4}} | {\displaystyle {I}_{2}(p)} |
| ---- | ------------------------ | ------------------------- | ------------------------ | ------------------------- | ------------------------- | ------------------------ | ------------------------- | -------------------------- |
| 1    | A1=[] ·                  |                           |                          |                           |                           |                          |                           |                            |
| 2    | A2=[3] ·                 | B2=[4] ·                  | D2=A1xA1 ·               |                           |                           | G2=[6] ·                 | H2=[5] ·                  | I2[p] ·                    |
| 3    | A3=[32] ·                | B3=[3,4] ·                | D3=A3 ·                  | E3=A2A1 ·                 | F3=B3 ·                   |                          | H3 ·                      |                            |
| 4    | A4=[33] ·                | B4=[32,4] ·               | D4=[31,1,1] ·            | E4=A4 ·                   | F4 ·                      | H4 ·                     |                           |                            |
| 5    | A5=[34] ·                | B5=[33,4] ·               | D5=[32,1,1] ·            | E5=D5 ·                   |                           |                          |                           |                            |
| 6    | A6=[35] ·                | B6=[34,4] ·               | D6=[33,1,1] ·            | E6=[32,2,1] ·             |                           |                          |                           |                            |
| 7    | A7=[36] ·                | B7=[35,4] ·               | D7=[34,1,1] ·            | E7=[33,2,1] ·             |                           |                          |                           |                            |
| 8    | A8=[37] ·                | B8=[36,4] ·               | D8=[35,1,1] ·            | E8=[34,2,1] ·             |                           |                          |                           |                            |
| 9    | A9=[38] ·                | B9=[37,4] ·               | D9=[36,1,1] ·            |                           |                           |                          |                           |                            |
| 10+  | ..                       | ..                        | ..                       | ..                        |                           |                          |                           |                            |

## Приложение для однородных политопов

При построении однородных многогранников узлы маркируются как активные путём добавления кружка, если генерирующая точка находится вне зеркала (гиперплоскости, относительно которой производится отражение), образуя тем самым новое ребро между генерирующей точкой и её отражением.
Узлы без кружка представляют неактивные отражения, не генерирующие новых точек.

Диаграммы Коксетера — Дынкина могут явно перечислить почти все классы однородных многогранников и однородных мозаик. 
Каждый однородный многогранник с простой зеркальной симметрией (все они, за исключением нескольких специальных случаев, имеют простую зеркальную симметрию) могут быть представлены диаграммами Коксетера — Дынкина с перестановками меток. 
Каждый однородный многогранник можно получить, используя такие зеркала и одну генерирующую точку — отражения создают в результате симметрии новые точки, затем можно определить рёбра многогранника между точками и их зеркальными отражениями. 
Грани можно построить при получении цикла из рёбер и т. д. 
Для задания генерирующей вершины один или более узлов помечаются кружками, что означает, что вершина не находится на зеркале(-ах), представленных помеченными кружками узлами.
(Если два или более зеркала помечены, вершина располагается на равноудалённом расстоянии от них.)
Зеркало активно (создаёт отражения) только для точек, не лежащих на нём.
Диаграмма должна иметь по меньшей мере один активный узел для представления многогранника.
Все правильные многомерные многогранники, представленные символом Шлефли (p, q, r, …), могут иметь фундаментальные области, представленные набором n зеркал с соответствующей диаграммой Коксетера — Дынкина в виде последовательности узлов и ветвей, помеченных p, q, r, … с первым обведённым кружком узлом.
Однородные многогранники с одним кружком соответствуют генерирующим точкам в углах симплекса фундаментальной области.
Два кружка соответствуют рёбрам симплекса и имеют свободу выбора, но только середина приводит к однородному решению с одинаковыми длинами рёбер.
В общем случае генераторы с k кружками являются (k-1)-мерными гранями симплекса.
Если все узлы помечены кружками, генерирующая точка находится внутри симплекса.
Другой элемент разметки выражает специальный случай незеркальной симметрии однородных многогранников.
Эти случаи существуют как альтернации зеркальной симметрии многогранников.
В этом элементе разметки отсутствует центральная точка помеченного кружком узла, который тогда называется дыркой, и означает такой узел удалённую альтернирующую вершину.
Полученный многогранник будет иметь подсимметрии исходной группы Коксетера. Усечённая альтернация называется обрезком.
- Отдельный узел представляет отдельное зеркало. Соответствующая группа обозначается A1. Кружок вокруг узла приводит к образованию отрезка, перпендикулярного зеркалу, и он обозначается как {}.
- Два несвязанных узла представляют два перпендикулярных зеркала. Если оба узла обведены кружком, может быть создан прямоугольник, или квадрат, если точки расположены на одинаковом расстоянии от обоих зеркал.
- Два узла, соединённых ветвью порядка n, могут создать n-угольник, если точка находится на одном из зеркал, и 2n-угольник, если точка не лежит ни на одном из зеркал. Эти два узла образуют группу I1(n).
- Два параллельных зеркала могут представлять группу бесконечного многоугольника I1(∞), обозначаемую также Ĩ1.
- Три зеркала в виде треугольника образуют образы, которые наблюдаются в традиционном калейдоскопе и такая конфигурация может быть представлена тремя узлами, соединёнными в треугольник. Периодические примеры будут иметь ветви, помеченные как (3 3 3), (2 4 4) и (2 3 6), хотя последние два могут быт нарисованы как прямые (удалив ветви 2). Они генерируют однородные мозаики[англ.].
- Три зеркала может создать однородный многогранник, включая треугольники Шварца, получаемые из рациональных чисел.
- Три зеркала, где одно зеркало перпендикулярно двум другим, могут создать однородные призмы.

| Имеется 7 зеркальных однородных конструкций для общего треугольника, основанных на 7 топологических позициях генератора внутри фундаментальной области. Любое единичное активное зеркало имеет генератор в углу и образует ребро, для двух зеркал генератор находится на одной из сторон треугольника, а три активных зеркала имеют генератор внутри треугольника. Одна или две степени свободы можно свести к одной позиции для достижения одинаковых длин рёбер результирующего многогранника или мозаики. | Пример семи генераторов при октаэдральной симметрии с фундаментальным треугольником (4 3 2) и восьмым генератором обрезка |

Двойственные однородные многогранники иногда помечаются вертикальными чертами вместо помеченных кружками узлов, а перечёркнутый пустой узел (без внутренней точки) означает отсечение.
Например,  представляет прямоугольник (как два активных ортогональных зеркала), а  представляет его двойственный многоугольник (ромб).

### Примеры многогранников и мозаик
В качестве примера группа Коксетера B3 имеет схему .
Она также называется октаэдральной симметрией.
Имеется 7 выпуклых однородных многогранников, которые можно построить с помощью этой группы симметрии и 3 из её альтернационных подсимметрий, каждая с единственной схемой Коксетера — Дынкина.
Символ Витхоффа представляет специальный случай схемы Коксетера для графов ранга 3 со всеми тремя ветвями без удаления ветвей порядка 2.
Символ Витхоффа способен работать с обрезками, но не с общими альтернациями, когда не все узлы помечены кружками.
|                              |                                |                              |                                |                              |                                |                                  |                                  |                                |
| node_1 · 4 · node · 3 · node | node_1 · 4 · node_1 · 3 · node | node · 4 · node_1 · 3 · node | node · 4 · node_1 · 3 · node_1 | node · 4 · node · 3 · node_1 | node_1 · 4 · node · 3 · node_1 | node_1 · 4 · node_1 · 3 · node_1 | node_h · 4 · node_h · 3 · node_h | node_h · 3 · node_h · 4 · node |
| {4,3}                        | t{4,3}                         | r{4,3}                       | t{3,4}                         | {3,4}                        | rr{4,3}                        | tr{4,3}                          | sr{4,3}                          | s{3,4}                         |
| Двойственные многогранники   |                                |                              |                                |                              |                                |                                  |                                  |                                |
|                              |                                |                              |                                |                              |                                |                                  |                                  |                                |
| V43                          | V3.82                          | V(3.4)2                      | V4.62                          | V34                          | V3.43                          | V4.6.8                           | V34.4                            | V35                            |

Те же построения можно сделать с несвязными (ортогональными) группами Коксетера, наподобие группы однородных призм, и могут рассматриваться с большей ясностью как мозаики диэдров и осоэдров на сфере, наподобие семейств [6]×[] или [6,2]:
| Симметрия: [6,2], (*622)      | Симметрия: [6,2], (*622)       | Симметрия: [6,2], (*622)     | Симметрия: [6,2], (*622)       | Симметрия: [6,2], (*622)     | Симметрия: [6,2], (*622)       | Симметрия: [6,2], (*622)         | [6,2]+, (622)                     | [6,2+], (2*3)                   |
| ----------------------------- | ------------------------------ | ---------------------------- | ------------------------------ | ---------------------------- | ------------------------------ | -------------------------------- | --------------------------------- | ------------------------------- |
|                               |                                |                              |                                |                              |                                |                                  |                                   |                                 |
| node_1 · 6 · node · 2 · node  | node_1 · 6 · node_1 · 2 · node | node · 6 · node_1 · 2 · node | node · 6 · node_1 · 2 · node_1 | node · 6 · node · 2 · node_1 | node_1 · 6 · node · 2 · node_1 | node_1 · 6 · node_1 · 2 · node_1 | node_h · 6 · node_h · 2x · node_h | node · 6 · node_h · 2x · node_h |
| {6,2}                         | t{6,2}                         | r{6,2}                       | t{2,6}                         | {2,6}                        | rr{2,6}                        | tr{6,2}                          | sr{6,2}                           | s{2,6}                          |
| Двойственные им многогранники |                                |                              |                                |                              |                                |                                  |                                   |                                 |
|                               |                                |                              |                                |                              |                                |                                  |                                   |                                 |
| V62                           | V122                           | V62                          | V4.4.6                         | V26                          | V4.4.6                         | V4.4.12                          | V3.3.3.6                          | V3.3.3.3                        |

По сравнению с [6,3], семейство  порождает два параллельных семейства 7 однородных мозаик евклидовой плоскости и их двойственных мозаик. Снова имеется 3 альтернации и несколько полусимметричных версий.
| {6,3}                              | t{6,3}                         | r{6,3}                       | t{3,6}                         | {3,6}                        | rr{6,3}                        | tr{6,3}                          | sr{6,3}                          | s{3,6}                         |
| node_1 · 6 · node · 3 · node       | node_1 · 6 · node_1 · 3 · node | node · 6 · node_1 · 3 · node | node · 6 · node_1 · 3 · node_1 | node · 6 · node · 3 · node_1 | node_1 · 6 · node · 3 · node_1 | node_1 · 6 · node_1 · 3 · node_1 | node_h · 6 · node_h · 3 · node_h | node · 6 · node_h · 3 · node_h |
|                                    |                                |                              |                                |                              |                                |                                  |                                  |                                |
| 63                                 | 3.122                          | (3.6)2                       | 6.6.6                          | 36                           | 3.4.12.4                       | 4.6.12                           | 3.3.3.3.6                        | 3.3.3.3.3.3                    |
| Двойственные им однородные мозаики |                                |                              |                                |                              |                                |                                  |                                  |                                |
|                                    |                                |                              |                                |                              |                                |                                  |                                  |                                |
| V63                                | V3.122                         | V(3.6)2                      | V63                            | V36                          | V3.4.12.4                      | V.4.6.12                         | V34.6                            | V36                            |

На гиперболической плоскости [7,3] семейство  порождает два параллельных множества однородных мозаик евклидовой плоскости и двойственных им мозаик.
Имеется только одна альтернация (обрезок), поскольку все ветви нечётные.
Много других гиперболических семейств однородных мозаик можно видеть среди однородных мозаик на гиперболической плоскости.
|                                 |                                  |                               |                                  |                               |                                  |                                     |                                     |
| {7,3}                           | t{7,3}                           | r{7,3}                        | 2t{7,3}=t{3,7}                   | 2r{7,3}={3,7}                 | rr{7,3}                          | tr{7,3}                             | sr{7,3}                             |
| Однородные двойственные мозаики |                                  |                               |                                  |                               |                                  |                                     |                                     |
| node_f1 · 7 · node · 3 · node   | node_f1 · 7 · node_f1 · 3 · node | node · 7 · node_f1 · 3 · node | node · 7 · node_f1 · 3 · node_f1 | node · 7 · node · 3 · node_f1 | node_f1 · 7 · node · 3 · node_f1 | node_f1 · 7 · node_f1 · 3 · node_f1 | node_fh · 7 · node_fh · 3 · node_fh |
|                                 |                                  |                               |                                  |                               |                                  |                                     |                                     |
| V73                             | V3.14.14                         | V3.7.3.7                      | V6.6.7                           | V37                           | V3.4.7.4                         | V4.6.14                             | V3.3.3.3.7                          |

## Аффинные группы Коксетера
Семейства выпуклых однородных евклидовых мозаик определяются аффинной группой Коксетера.
Эти группы идентичны конечным группам с добавлением одного узла. В буквенных обозначениях им даётся та же буква с тильдой («~») над буквой. Индекс относится к конечной группе, так что ранг равен индексу + 1. (Символы Витта для аффинных групп даны с пометкой также)
1. {\displaystyle {\tilde {A}}_{n-1}}: диаграммы этого типа являются циклами. (Также Pn)
2. {\displaystyle {\tilde {C}}_{n-1}} ассоциирована с семейством гиперкубических правильных мозаик (3, …., 4). (Также Rn)
3. {\displaystyle {\tilde {B}}_{n-1}} связана с C удалением одного минора. (Также Sn)
4. {\displaystyle {\tilde {D}}_{n-1}} связана с C удалением двух миноров. (Также Qn)
5. {\displaystyle {\tilde {E}}_{6}}, {\displaystyle {\tilde {E}}_{7}}, {\displaystyle {\tilde {E}}_{8}}. (Также T7, T8, T9)
6. {\displaystyle {\tilde {F}}_{4}} образует {3,4,3,3} правильную мозаику. (Также U5)
7. {\displaystyle {\tilde {G}}_{2}} образует 30-60-90 треугольные фундаментальные области. (Также V3)
8. {\displaystyle {\tilde {I}}_{1}} состоит из двух параллельных зеркал. (= {\displaystyle {\tilde {A}}_{1}} = {\displaystyle {\tilde {C}}_{1}}) (Также W2)

Составные группы можно определить как ортогональные системы.
Наиболее часто используется {\displaystyle {\tilde {A}}_{1}}.
Так, например, {\displaystyle {\tilde {A}}_{1}^{2}}  представляет квадратные или прямоугольные области на евклидовой плоскости, а {\displaystyle {\tilde {A}}_{1}{\tilde {G}}_{2}}  представляет фундаментальную область в виде треугольной призмы в евклидовом трёхмерном пространстве.
| Ранг | {\displaystyle {\tilde {A}}_{1+}} (P2+)      | {\displaystyle {\tilde {B}}_{3+}} (S4+)          | {\displaystyle {\tilde {C}}_{1+}} (R2+)       | {\displaystyle {\tilde {D}}_{4+}} (Q5+)                                               | {\displaystyle {\tilde {E}}_{n}} (Tn+1) / {\displaystyle {\tilde {F}}_{4}} (U5) / {\displaystyle {\tilde {G}}_{2}} (V3) |
| ---- | -------------------------------------------- | ------------------------------------------------ | --------------------------------------------- | ------------------------------------------------------------------------------------- | --- |
| 2    | {\displaystyle {\tilde {A}}_{1}}=[∞] ·       |                                                  | {\displaystyle {\tilde {C}}_{1}}=[∞] ·        |                                                                                       | |
| 3    | {\displaystyle {\tilde {A}}_{2}}=[3[3]] · *  | {\displaystyle {\tilde {C}}_{2}}=[4,4] · *       | {\displaystyle {\tilde {G}}_{2}}=[6,3] · *    |                                                                                       | |
| 4    | {\displaystyle {\tilde {A}}_{3}}=[3[4]] · *  | {\displaystyle {\tilde {B}}_{3}}=[4,31,1] · *    | {\displaystyle {\tilde {C}}_{3}}=[4,3,4] · *  | {\displaystyle {\tilde {D}}_{3}}=[31,1,3−1,31,1] · = {\displaystyle {\tilde {A}}_{3}} | |
| 5    | {\displaystyle {\tilde {A}}_{4}}=[3[5]] · *  | {\displaystyle {\tilde {B}}_{4}}=[4,3,31,1] · *  | {\displaystyle {\tilde {C}}_{4}}=[4,32,4] · * | {\displaystyle {\tilde {D}}_{4}}=[31,1,1,1] · *                                       | {\displaystyle {\tilde {F}}_{4}}=[3,4,3,3] · *                                                                          |
| 6    | {\displaystyle {\tilde {A}}_{5}}=[3[6]] · *  | {\displaystyle {\tilde {B}}_{5}}=[4,32,31,1] · * | {\displaystyle {\tilde {C}}_{5}}=[4,33,4] · * | {\displaystyle {\tilde {D}}_{5}}=[31,1,3,31,1] · *                                    | |
| 7    | {\displaystyle {\tilde {A}}_{6}}=[3[7]] · *  | {\displaystyle {\tilde {B}}_{6}}=[4,33,31,1] ·   | {\displaystyle {\tilde {C}}_{6}}=[4,34,4] ·   | {\displaystyle {\tilde {D}}_{6}}=[31,1,32,31,1] ·                                     | {\displaystyle {\tilde {E}}_{6}}=[32,2,2] ·                                                                             |
| 8    | {\displaystyle {\tilde {A}}_{7}}=[3[8]] · *  | {\displaystyle {\tilde {B}}_{7}}=[4,34,31,1] · * | {\displaystyle {\tilde {C}}_{7}}=[4,35,4] ·   | {\displaystyle {\tilde {D}}_{7}}=[31,1,33,31,1] · *                                   | {\displaystyle {\tilde {E}}_{7}}=[33,3,1] · *                                                                           |
| 9    | {\displaystyle {\tilde {A}}_{8}}=[3[9]] · *  | {\displaystyle {\tilde {B}}_{8}}=[4,35,31,1] ·   | {\displaystyle {\tilde {C}}_{8}}=[4,36,4] ·   | {\displaystyle {\tilde {D}}_{8}}=[31,1,34,31,1] ·                                     | {\displaystyle {\tilde {E}}_{8}}=[35,2,1] · *                                                                           |
| 10   | {\displaystyle {\tilde {A}}_{9}}=[3[10]] · * | {\displaystyle {\tilde {B}}_{9}}=[4,36,31,1] ·   | {\displaystyle {\tilde {C}}_{9}}=[4,37,4] ·   | {\displaystyle {\tilde {D}}_{9}}=[31,1,35,31,1] ·                                     | |
| 11   | …                                            | …                                                | …                                             | …                                                                                     | |

## Гиперболические группы Коксетера
Имеется бесконечно много бесконечных гиперболических групп Коксетера. Гиперболические группы делятся на компактные и некомпактные, где компактные группы имеют ограниченные фундаментальные области. Компактные группы гиперболических симплексов (симплексы Ланнера) существуют для рангов от 3 до 5. Паракомпактные группы симплексов (симплексы Кошуля) существуют вплоть до ранга 10. Гиперкомпактные (многогранники Винберга) группы исследовались, но полностью ещё не изучены. В 2006 Алкок (Allcock) доказал, что имеется бесконечно много компактных многогранников Винберга для пространств размерности вплоть до 6 и бесконечно много многогранников Винберга для размерностей вплоть до 19, так что полное перечисление невозможно. Все эти фундаментальные области отражений, как симплексов, так и не симплексов, часто называют политопами Коксетера, или, иногда, что менее аккуратно, многогранниками Коксетера.

### Гиперболические группы в H2
| Примеры прямоугольных треугольников [p, q]    | Примеры прямоугольных треугольников [p, q] | Примеры прямоугольных треугольников [p, q] | Примеры прямоугольных треугольников [p, q] | Примеры прямоугольных треугольников [p, q] |
| --------------------------------------------- | ------------------------------------------ | ------------------------------------------ | ------------------------------------------ | ------------------------------------------ |
| [3,7]                                         | [3,8]                                      | [3,9]                                      | [3,∞]                                      |                                            |
| [4,5]                                         | [4,6]                                      | [4,7]                                      | [4,8]                                      | [∞,4]                                      |
| [5,5]                                         | [5,6]                                      | [5,7]                                      | [6,6]                                      | [∞,∞]                                      |
| Примеры треугольников общего вида [(p, q, r)] |                                            |                                            |                                            |                                            |
| [(3,3,4)]                                     | [(3,3,5)]                                  | [(3,3,6)]                                  | [(3,3,7)]                                  | [(3,3,∞)]                                  |
| [(3,4,4)]                                     | [(3,6,6)]                                  | [(3,∞,∞)]                                  | [(6,6,6)]                                  | [(∞,∞,∞)]                                  |

Двумерные гиперболические группы треугольника существуют как схемы Коксетера ранга 3, определяемые треугольником (p q r):
{\displaystyle {\frac {1}{p}}+{\frac {1}{q}}+{\frac {1}{r}}<1.}
Существует бесконечно много компактных треугольных гиперболических групп Коксетера, включая линейные и треугольные графы. Линейные графы существуют для прямоугольных треугольников (с r=2).
| ∞ [p, q], : · 2(p+q)<pq · … · … · … ·                                                                        | ∞ [(p, q, r)], : p+q+r>9 · \| 3 · node · 4 · node · 3 · node · 3 · 3 · node · 4 · node · 4 · node · 3 · 3 · node · 4 · node · 4 · node · 4 \| 3 · node · 5 · node · 3 · node · 3 · 3 · node · 5 · node · 4 · node · 3 · 3 · node · 5 · node · 4 · node · 4 · 3 · node · 5 · node · 5 · node · 3 · 3 · node · 5 · node · 5 · node · 4 · 3 · node · 5 · node · 5 · node · 5 \| 3 · node · 6 · node · 3 · node · 3 · 3 · node · 6 · node · 4 · node · 3 · 3 · node · 6 · node · 4 · node · 4 · 3 · node · 6 · node · 5 · node · 3 · 3 · node · 6 · node · 5 · node · 4 · 3 · node · 6 · node · 5 · node · 5 · 3 · node · 6 · node · 6 · node · 3 · 3 · node · 6 · node · 6 · node · 4 · 3 · node · 6 · node · 6 · node · 5 · 3 · node · 6 · node · 6 · node · 6 \| · … \| | |     |
| 3 · node · 4 · node · 3 · node · 3 · 3 · node · 4 · node · 4 · node · 3 · 3 · node · 4 · node · 4 · node · 4 | 3 · node · 5 · node · 3 · node · 3 · 3 · node · 5 · node · 4 · node · 3 · 3 · node · 5 · node · 4 · node · 4 · 3 · node · 5 · node · 5 · node · 3 · 3 · node · 5 · node · 5 · node · 4 · 3 · node · 5 · node · 5 · node · 5 | 3 · node · 6 · node · 3 · node · 3 · 3 · node · 6 · node · 4 · node · 3 · 3 · node · 6 · node · 4 · node · 4 · 3 · node · 6 · node · 5 · node · 3 · 3 · node · 6 · node · 5 · node · 4 · 3 · node · 6 · node · 5 · node · 5 · 3 · node · 6 · node · 6 · node · 3 · 3 · node · 6 · node · 6 · node · 4 · 3 · node · 6 · node · 6 · node · 5 · 3 · node · 6 · node · 6 · node · 6 | · … |

Паракомпактные группы Коксетера ранга 3 существуют как пределы компактных.
| Линейные графы | Циклические графы        |
| -------------- | ------------------------ |
| - [p,∞]        | - [(p, q,∞)] - [(p,∞,∞)] |

#### Арифметическая группа треугольника
Конечным подмножеством гиперболических групп треугольника являются арифметические группы.
Полный список таких групп нашёл с помощью компьютера Кисао Такэути и опубликовал в статье 1977 года «Арифметические группы треугольников». Имеется таких групп 85, из них 76 компактных и 9 паракомпактных.
| Прямоугольные треугольники (p q 2) | Треугольники общего вида (p q r) |
| --- | --- |
| Компактные группы: (76) , Паракомпактные прямоугольные треугольники: (4) , | Треугольники общего вида: (39) , Паракомпактные треугольники общего вида: (5) , |
| (2 3 7), (2 3 8), (2 3 9), (2 3 10), (2 3 11), (2 3 12), (2 3 14), (2 3 16), (2 3 18), (2 3 24), (2 3 30) (2 4 5), (2 4 6), (2 4 7), (2 4 8), (2 4 10), (2 4 12), (2 4 18), (2 5 5), (2 5 6), (2 5 8), (2 5 10), (2 5 20), (2 5 30) (2 6 6), (2 6 8), (2 6 12) (2 7 7), (2 7 14), (2 8 8), (2 8 16), (2 9 18) (2 10 10) (2 12 12) (2 12 24), (2 15 30), (2 18 18) (2 3 ∞) (2,4 ∞) (2,6 ∞) (2 ∞ ∞) | (3 3 4), (3 3 5), (3 3 6), (3 3 7), (3 3 8), (3 3 9), (3 3 12), (3 3 15) (3 4 4), (3 4 6), (3 4 12), (3 5 5), (3 6 6), (3 6 18), (3 8 8), (3 8 24), (3 10 30), (3 12 12) (4 4 4), (4 4 5), (4 4 6), (4 4 9), (4 5 5), (4 6 6), (4 8 8), (4 16 16) (5 5 5), (5 5 10), (5 5 15), (5 10 10) (6 6 6), (6 12 12), (6 24 24) (7 7 7) (8 8 8) (9 9 9) (9 18 18) (12 12 12) (15 15 15) (3,3 ∞) (3 ∞ ∞) (4,4 ∞) (6 6 ∞) (∞ ∞ ∞) |

#### Гиперболические многоугольники Коксетера над треугольниками
| · or · [∞,3,∞] · [iπ/λ1,3,iπ/λ2] · (*3222) | · or · [((3,∞,3)),∞] · [((3,iπ/λ1,3)), iπ/λ2] · (*3322) | · or · [(3,∞)[2]] · [(3,iπ/λ1,3,iπ/λ2)] · (*3232) | · or · [(4,∞)[2]] · [(4,iπ/λ1,4,iπ/λ2)] · (*4242) | · (*3333) |
| Области с идеальными вершинами             |                                                         |                                                   |                                                   |           |
| · [iπ/λ1,∞,iπ/λ2] · (*∞222)                | · (*∞∞22)                                               | · [(iπ/λ1,∞,iπ/λ2,∞)] · (*2∞2∞)                   | · (*∞∞∞∞)                                         | · (*4444) |

Другие H2 гиперболические калейдоскопы можно построить из многоугольников большего порядка. Подобно группам треугольника эти калейдоскопы можно идентифицировать циклической последовательностью порядков пересечений зеркал вокруг фундаментальной области, как (a b c d …), или, эквивалентно, (согласно нотации орбифолдов) как *abcd…. Диаграммы Коксетера — Дынкина для этих многоугольных калейдоскопов можно рассматривать как фундаментальную область с вырожденным {\displaystyle (n-1)}-мерным симплексом с циклическим порядком ветвей a, b, c…, а оставшиеся {\displaystyle n\cdot (n-3)/2} ветвей помечены как бесконечные (∞) и представляют непересекающиеся зеркала. Единственным негиперболическим примером служит симметрия четырёх зеркал (в евклидовом пространстве) квадрата или прямоугольника, , [∞,2,∞] (орбифолд *2222). Другое представление ветвей непересекающихся зеркал, предложенное Винбергом, показывает бесконечные ветви точечными или пунктирными линиями, так что диаграммы выглядят как  с предполагаемыми четырьмя ветвями порядка 2 вокруг периметра.
Например, четырёхугольная область (a b c d) будет иметь две ветви бесконечного порядка, соединяющие ультрапараллельные зеркала. Наименьший гиперболический пример — это , [∞,3,∞] или [iπ/λ1,3,iπ/λ2] (орбифолд *3222), где (λ1,λ2) является расстоянием между ультрапараллельными зеркалами. Альтернативным выражением является , с тремя ветвями порядка 2, предполагаемыми вокруг периметра. Подобным же образом (2 3 2 3) (орбифолд *3232) можно представить как  и (3 3 3 3), (орбифолд *3333) можно представить как полный граф .
Наивысшей квадратной областью (∞ ∞ ∞ ∞) является бесконечный квадрат, представленный полным тетраэдральным графом с 4 ветвями по периметру как идеальные вершины, и двумя диагональными ветвями как бесконечность (показано точечными линиями) для ультрапараллельных зеркал: .

### Компакт (группы симплексов Ланнера)
Компактные гиперболические группы называются группами Ланнера, по имени Фольке Ланнера, изучавшего их в 1950.
Группы существуют только для графов ранга 4 и 5. Коксетер изучал линейные гиперболические группы (своего имени) в статье 1954 года Regular Honeycombs in hyperbolic space (Регулярные соты в гиперболическом пространстве), в которой приведены два рациональных решения в 4-мерном гиперболическом пространстве: [5/2,5,3,3] =  и [5,5/2,5,3] = .

#### Ранги 4-5
Фундаментальная область любой из двух расщепляющихся групп [5,31,1] и [5,3,31,1] является удвоением соответствующей линейной группы, [5,3,4] и [5,3,3,4] соответственно. Буквенные имена групп даны Джонсоном как расширение символов Витта.
| Размерность Hd | Ранг | Общее число | Линейные | Расщепляющиеся                                | Циклические |
| -------------- | ---- | ----------- | --- | --------------------------------------------- | --- |
| H3             | 4    | 9           | 3: {\displaystyle {\bar {BH}}_{3}} = [4,3,5]: · {\displaystyle {\bar {K}}_{3}} = [5,3,5]: · {\displaystyle {\bar {J}}_{3}} = [3,5,3]:    | {\displaystyle {\bar {DH}}_{3}} = [5,31,1]:   | {\displaystyle {\widehat {AB}}_{3}} = [(33,4)]: · {\displaystyle {\widehat {AH}}_{3}} = [(33,5)]: · {\displaystyle {\widehat {BB}}_{3}} = [(3,4)[2]]: · {\displaystyle {\widehat {BH}}_{3}} = [(3,4,3,5)]: · {\displaystyle {\widehat {HH}}_{3}} = [(3,5)[2]]: |
| H4             | 5    | 5           | 3: {\displaystyle {\bar {H}}_{4}} = [33,5]: · {\displaystyle {\bar {BH}}_{4}} = [4,3,3,5]: · {\displaystyle {\bar {K}}_{4}} = [5,3,3,5]: | {\displaystyle {\bar {DH}}_{4}} = [5,3,31,1]: | {\displaystyle {\widehat {AF}}_{4}} = [(34,4)]: |

### Паракомпакт (группы симплексов Кошуля)

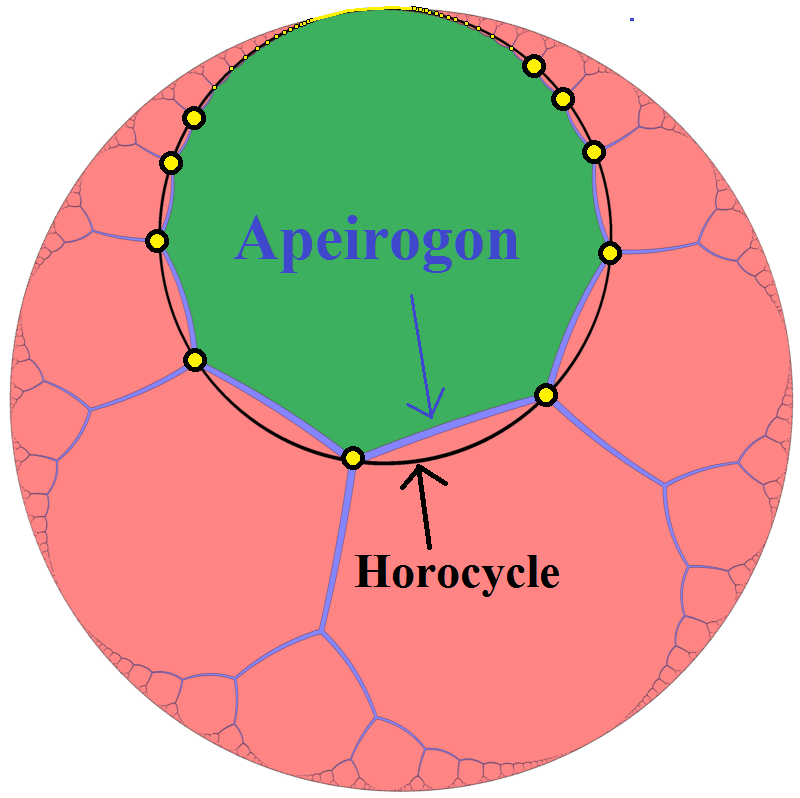
Пример, {∞,3} с одним зелёным и его описанного орицикла

Паракомпактные (также называемые некомпактными) гиперболические группы Коксетера содержат аффинные подгруппы и имеют симплексные в асимптотике фундаментальные области. Наивысшие паракомпактные гиперболические группы Коксетера имеют ранг 10. Эти группы названы именем французского математика Жана-Луи Кошуля. Они же называются квазиланнеровскими группами как расширение компактных групп Ланнера.
Полный список групп был найден Чейном с помощью компьютера и опубликован в 1969-м.
Согласно Винбергу, все, кроме восьми, из этих 72 компактных и паракомпактных групп являются арифметическими. Две неарифметические группы компактны —  и . Остальные шесть неарифметических групп паракомпактны, из них пять групп являются 3-мерными (, , ,  и ), а одна является 5-мерной ().

#### Идеальные симплексы

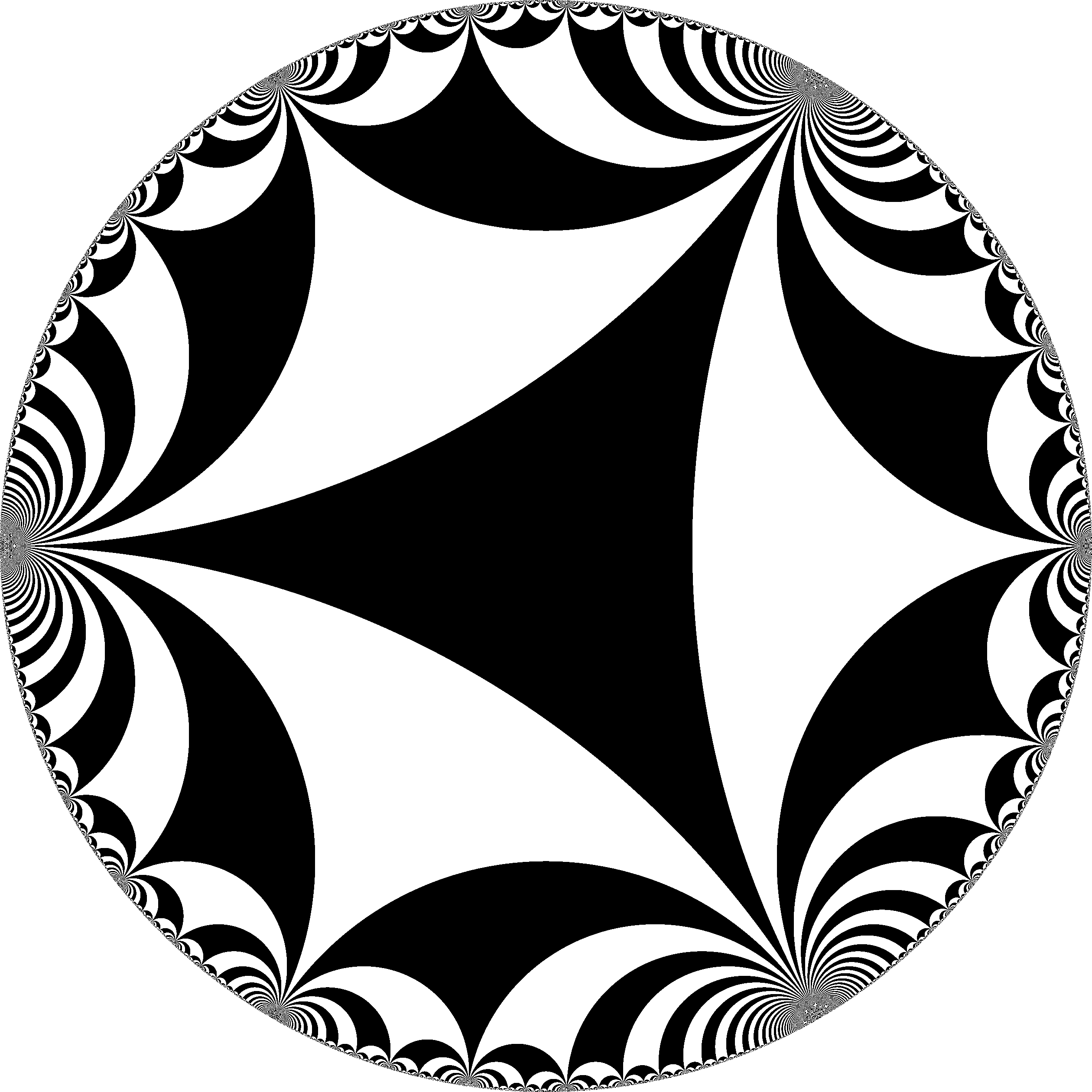
Идеальные фундаментальные области, [(∞,∞,∞)] в модели Пуанкаре

Имеется 5 гиперболических групп Коксетера, отражающих идеальные симплексы, которые имеют графы, удаление любой одной вершины которых приводит к аффинной группе Коксетера. В этом случае все вершины этих идеальных симплексов находятся на бесконечности.
| Ранг | Идеальная группа | Идеальная группа                                      | Аффинные подгруппы   | Аффинные подгруппы         |
| ---- | ---------------- | ----------------------------------------------------- | -------------------- | -------------------------- |
| 3    | [(∞,∞,∞)]        | labelinfin · branch · split2-ii · node                | [∞]                  | node · infin · node        |
| 4    | [4[4]]           | label4 · branch · 4-4 · branch · label4               | [4,4]                | node · 4 · node · 4 · node |
| 4    | [3[3,3]]         | tet                                                   | [3[3]]               | node · split1 · branch     |
| 4    | [(3,6)[2]]       | label6 · branch · 3ab · branch · label6               | [3,6]                | node · 3 · node · 6 · node |
| 6    | [(3,3,4)[2]]     | label4 · branch · 3ab · nodes · 3ab · branch · label4 | [4,3,3,4], [3,4,3,3] | ,                          |

#### Ранги 4-10

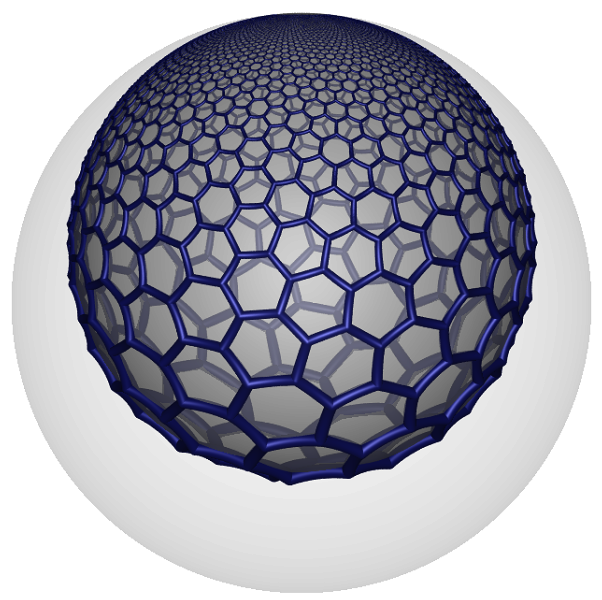
Бесконечные евклидовы ячейки наподобие шестиугольного паркета при правильном масштабировании сходятся к одной идеальной точке в бесконечности.

Существует 58 паракомпактных гиперболических групп Коксетера рангами от 4 до 10. Все 58 групп сгруппированы в пять категорий. Буквенные обозначения группам дал Джонсон как Расширенные символы Витта, для чего он использовал буквы PQRSTWUV из аффинных символов Витта и добавил буквы LMNOXYZ. Над буквами обозначений гиперболических групп присутствует надчёркивание, или крышечка (для циклических схем). Скобочная нотация Коксетера является линеаризированным представлением группы Коксетера.
| Ранг | Полное число | Группы | Группы | Группы | Группы |
| ---- | ------------ | --- | --- | --- | --- |
| 4    | 23           | {\displaystyle {\widehat {BR}}_{3}} = [(3,3,4,4)]: · {\displaystyle {\widehat {CR}}_{3}} = [(3,43)]: · {\displaystyle {\widehat {RR}}_{3}} = [4[4]]: · {\displaystyle {\widehat {AV}}_{3}} = [(33,6)]: · {\displaystyle {\widehat {BV}}_{3}} = [(3,4,3,6)]: · {\displaystyle {\widehat {HV}}_{3}} = [(3,5,3,6)]: · {\displaystyle {\widehat {VV}}_{3}} = [(3,6)[2]]: | {\displaystyle {\bar {P}}_{3}} = [3,3[3]]: · {\displaystyle {\bar {BP}}_{3}} = [4,3[3]]: · {\displaystyle {\bar {HP}}_{3}} = [5,3[3]]: · {\displaystyle {\bar {VP}}_{3}} = [6,3[3]]: · {\displaystyle {\bar {DV}}_{3}} = [6,31,1]: · {\displaystyle {\bar {O}}_{3}} = [3,41,1]: · {\displaystyle {\bar {M}}_{3}} = [41,1,1]: | {\displaystyle {\bar {R}}_{3}} = [3,4,4]: · {\displaystyle {\bar {N}}_{3}} = [43]: · {\displaystyle {\bar {V}}_{3}} = [3,3,6]: · {\displaystyle {\bar {BV}}_{3}} = [4,3,6]: · {\displaystyle {\bar {HV}}_{3}} = [5,3,6]: · {\displaystyle {\bar {Y}}_{3}} = [3,6,3]: · {\displaystyle {\bar {Z}}_{3}} = [6,3,6]: | {\displaystyle {\bar {DP}}_{3}} = [3[]x[]]: · {\displaystyle {\bar {PP}}_{3}} = [3[3,3]]:                                                      |
| 5    | 9            | {\displaystyle {\bar {P}}_{4}} = [3,3[4]]: {\displaystyle {\bar {BP}}_{4}} = [4,3[4]]: · {\displaystyle {\widehat {FR}}_{4}} = [(32,4,3,4)]: · {\displaystyle {\bar {DP}}_{4}} = [3[3]x[]]: | {\displaystyle {\bar {N}}_{4}} = [4,3,((4,2,3))]: · {\displaystyle {\bar {O}}_{4}} = [3,4,31,1]: · {\displaystyle {\bar {S}}_{4}} = [4,32,1]: | {\displaystyle {\bar {R}}_{4}} = [(3,4)2]: | {\displaystyle {\bar {M}}_{4}} = [4,31,1,1]:                                                                                                   |
| 6    | 12           | {\displaystyle {\bar {P}}_{5}} = [3,3[5]]: · {\displaystyle {\widehat {AU}}_{5}} = [(35,4)]: {\displaystyle {\widehat {AR}}_{5}} = [(3,3,4)[2]]: | {\displaystyle {\bar {S}}_{5}} = [4,3,32,1]: · {\displaystyle {\bar {O}}_{5}} = [3,4,31,1]: · {\displaystyle {\bar {N}}_{5}} = [3,(3,4)1,1]: | {\displaystyle {\bar {U}}_{5}} = [33,4,3]: · {\displaystyle {\bar {X}}_{5}} = [3,3,4,3,3]: · {\displaystyle {\bar {R}}_{5}} = [3,4,3,3,4]: | {\displaystyle {\bar {Q}}_{5}} = [32,1,1,1]: · {\displaystyle {\bar {M}}_{5}} = [4,3,31,1,1]: · {\displaystyle {\bar {L}}_{5}} = [31,1,1,1,1]: |
| 7    | 3            | {\displaystyle {\bar {P}}_{6}} = [3,3[6]]: · | {\displaystyle {\bar {Q}}_{6}} = [31,1,3,32,1]: · | {\displaystyle {\bar {S}}_{6}} = [4,32,32,1]: · | |
| 8    | 4            | {\displaystyle {\bar {P}}_{7}} = [3,3[7]]: · | {\displaystyle {\bar {Q}}_{7}} = [31,1,32,32,1]: · | {\displaystyle {\bar {S}}_{7}} = [4,33,32,1]: · | {\displaystyle {\bar {T}}_{7}} = [33,2,2]: ·                                                                                                   |
| 9    | 4            | {\displaystyle {\bar {P}}_{8}} = [3,3[8]]: · | {\displaystyle {\bar {Q}}_{8}} = [31,1,33,32,1]: · | {\displaystyle {\bar {S}}_{8}} = [4,34,32,1]: · | {\displaystyle {\bar {T}}_{8}} = [34,3,1]: ·                                                                                                   |
| 10   | 3            | | {\displaystyle {\bar {Q}}_{9}} = [31,1,34,32,1]: · | {\displaystyle {\bar {S}}_{9}} = [4,35,32,1]: · | {\displaystyle {\bar {T}}_{9}} = [36,2,1]: ·                                                                                                   |

##### Связи подгрупп паракомпактных гиперболических групп
Нижеприведённые графы представляют связи подгрупп паракомпактных гиперболических групп. Индекс подгруппы в каждом ребре дан красным цветом. Подгруппы с индексом 2 означают удаление зеркала и удвоение фундаментального домена. Другие подгруппы соизмеримы (отношение объёмов является целым числом).
| H3 |
| H4 |
| H5 |

### Гиперкомпактные группы Коксетера (политопы Винберга)
Как и для случая гиперболической плоскости H2, имеющей нетреугольные многоугольные фундаментальные области, в более высоких размерностях существуют области, не являющиеся симплексами. Эти области можно считать вырожденными симплексами с непересекающимися зеркалами, дающими бесконечный порядок. На схемах Коксетера такие ветви отражаются точечными или пунктирными линиями. Такие области, не являющиеся симплексами, называют политопами Винберга по имени Эрнеста Винберга, разработавшего алгоритм для поиска несимплексной фундаментальной области гиперболической группы отражений. Геометрически эти фундаментальные области можно классифицировать как четырёхугольные пирамиды или призмы, или другие многогранники со всеми рёбрами, имеющими на них двугранные углы π/n для n=2,3,4…
В симплексных областях имеется n+1 зеркал для n-мерного пространства. В несимплексных областях имеется более чем n+1 зеркал. Список конечен, но полностью ещё не известен. Имеются частичные списки с n+k зеркалами для k, равных 2,3 и 4.
Гиперкомпактные группы Коксетера в трёхмерном пространстве и выше отличаются от двумерных групп в одном существенном отношении. На плоскости два гиперболических n-угольника, имеющие те же самые углы в некотором циклическом порядке, могут иметь различные длины рёбер, и, в общем случае, не конгруэнтны. Политопы Винберга в 3-мерном пространстве и выше полностью определяются двугранными углами. Этот факт базируется на теореме жёсткости Мостова, утверждающей, что две изоморфные группы, образованные отражениями в Hn для n>=3, определяют конгруэнтные фундаментальные области (политопы Винберга).

#### Политопы Винберга ранга n+2 для n-мерного пространства
Полный список политопов Винберга с рангом зеркал n+2 для n-мерных пространств был дан Эссельманом в 1996. Частичный список опубликовала в 1974 И. М. Каплинская.
Полный список паракомпактных решений опубликовал П. В. Тумаркин в 2003 для размерностей от 3 до 17.
Наименьший паракомпакт в H3 можно представить как  или [∞,3,3,∞], и он может быть построен путём удаления зеркала из паракомпактной гиперболической группы [3,4,4]. Удвоенная фундаментальная область превращается из тетраэдра в четырёхугольную пирамиду. Другие пирамиды включают [4,4,1+,4] = [∞,4,4,∞],  = . Удаление зеркала из некоторых циклических гиперболических графов Коксетера превращает их в галстуки-бабочки: [(3,3,4,1+,4)] = [((3,∞,3)), ((3,∞,3))] или , [(3,4,4,1+,4)] = [((4,∞,3)), ((3,∞,4))] или , [(4,4,4,1+,4)] = [((4,∞,4)), ((4,∞,4))] или .
Другие паракомпактные графы с фундаментальными областями в виде четырёхугольных пирамид включают:
| Размерность | Ранг | Графы |
| ----------- | ---- | ----- |
| H3          | 5    | ,     |

Ещё одна подгруппа [1+,41,1,1] = [∞,4,1+,4,∞] = [∞[6]].  =  = .

#### Политопы Винберга ранга n+3 для n-мерного пространства
Имеется конечное число вырожденных фундаментальных областей в пространствах до 8 размерности.
Полный список компактных политопов Винберга с рангом зеркал n+3 для n-мерных пространств дал П. В. Тумаркин в 2004.
Эти группы помечены точечными/пунктирными линиями для ультрапараллельных ветвей.
Для размерностей от 4 до 8, число групп Коксетера ранга от 7 до 11 равно 44, 16, 3, 1 и 1 соответственно. Группа с наибольшим рангом была открыта Бугаенко в 1984 в пространстве размерности 8, и она имеет ранг 11:
| Dimensions | Rank | Cases | Graphs | Graphs | Graphs |
| ---------- | ---- | ----- | --- | --- | --- |
| H4         | 7    | 44    | … | … | … |
| H5         | 8    | 16    | .. | .. | .. |
| H6         | 9    | 3     | node · 5 · node · split1-43 · nodes · ua3b · nodes u0 · ua3b · nodes · split2-43 · node · 5 · node                     | node · 5 · node · 3 · node · 3 · node · split1 · nodes · 3aub · branch · 3a · 10a · nodea                              | nodea · 5a · nodea · 3a · nodea · 3a · branch · 3aub · nodes · splitcross · branch · label5                            |
| H7         | 10   | 1     | node · split1-53 · nodes · 3ab · branch · ua3b · branch · 3ab · nodes · split2-53 · node                               | node · split1-53 · nodes · 3ab · branch · ua3b · branch · 3ab · nodes · split2-53 · node                               | node · split1-53 · nodes · 3ab · branch · ua3b · branch · 3ab · nodes · split2-53 · node                               |
| H8         | 11   | 1     | nodea · 5a · nodea · 3a · nodea · 3a · branch · 3aub · nodes 0u · 3aub · branch · 3a · nodea · 3a · nodea · 5a · nodea | nodea · 5a · nodea · 3a · nodea · 3a · branch · 3aub · nodes 0u · 3aub · branch · 3a · nodea · 3a · nodea · 5a · nodea | nodea · 5a · nodea · 3a · nodea · 3a · branch · 3aub · nodes 0u · 3aub · branch · 3a · nodea · 3a · nodea · 5a · nodea |

#### Политопы Винберга ранга n+4 для n-мерного пространства
Существует по конечному числу вырожденных фундаментальных симплексов в размерностях вплоть до восьмой. Компактные политопы Винберга с рангом зеркал n+4 для размерности n исследовали Анна Феликсон и Павел Тумаркин в 2005.

## Группы Лоренца
| {3,3,7} в гиперболическом 3-мерном пространстве. Представлено пересечение сот с плоскостью на бесконечности в модели полупространства Пуанкаре. | {7,3,3}, представленные вне модели шара Пуанкаре. |

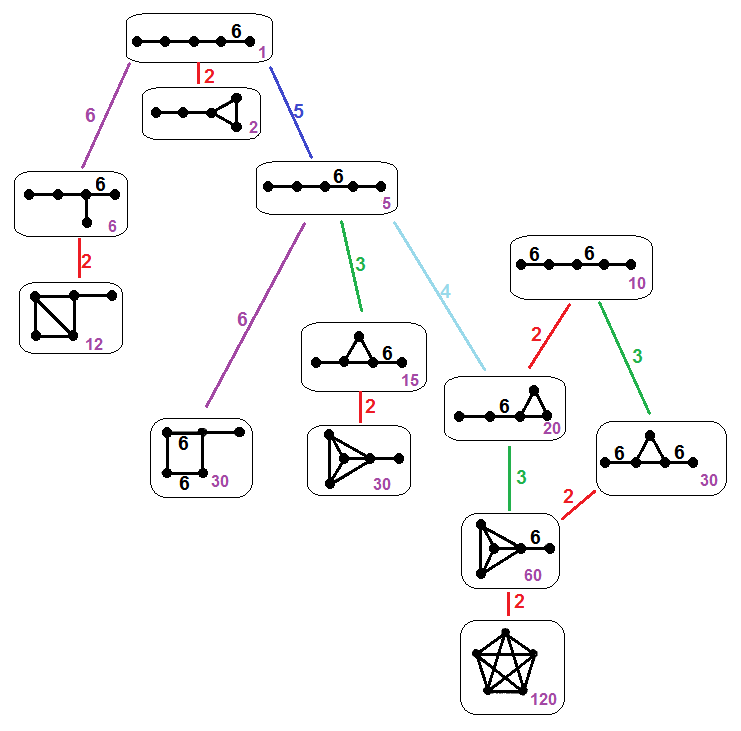
Рисунок показывает группы Лоренца ранга 5, упорядоченные как подгруппы [6,3,3,3] и [6,3,6,3]. Высокосимметричная группа, [3^{[3,3,3]}] является подгруппой группы [6,3,3,3] с индексом 120.

Группы Лоренца являются группами преобразований Лоренца пространства Минковского. Они имеют связь с геометрией Лоренца, названной именем Хендрика Лоренца, применяемой в специальной теории относительности, и с понятием пространства-времени в общей теории относительности, содержащем времениподобные вектора, скалярное произведение которых на себя даёт отрицательный результат.
В статье 1982 года Максвелла Упаковка сфер и гиперболические группы отражений (George Maxwell, Sphere Packings and Hyperbolic Reflection Groups) дан список групп Лоренца рангов от 5 до 11. Приведённый им список полон, но не отражает случаи, когда одна группа является подгруппой другой. Имеется бесконечно много групп Лоренца с рангом 4. Для рангов 5-11 имеется конечное число групп Лоренца — 186, 66, 36, 13, 10, 8 и 4 соответственно. В статье 2013 года Чен и Лаббе (H. Chen, J.-P. Labbé, Lorentzian Coxeter groups and Boyd--Maxwell ball packings) заново пересчитали и дополнили список.
| Ранг | Общее число | Группы | Группы | Группы | Группы |  |
| ---- | ----------- | --- | --- | --- | --- |  |
| 4    | ∞           | [3,3,7] … [∞,∞,∞]: … · [4,3[3]] … [∞,∞[3]]: … · [5,41,1] … [∞1,1,1]: … · … [(5,4,3,3)] … [∞[4]]: … … · … [4[]×[]] … [∞[]×[]]: … · … [4[3,3]] … [∞[3,3]] | [3,3,7] … [∞,∞,∞]: … · [4,3[3]] … [∞,∞[3]]: … · [5,41,1] … [∞1,1,1]: … · … [(5,4,3,3)] … [∞[4]]: … … · … [4[]×[]] … [∞[]×[]]: … · … [4[3,3]] … [∞[3,3]] | [3,3,7] … [∞,∞,∞]: … · [4,3[3]] … [∞,∞[3]]: … · [5,41,1] … [∞1,1,1]: … · … [(5,4,3,3)] … [∞[4]]: … … · … [4[]×[]] … [∞[]×[]]: … · … [4[3,3]] … [∞[3,3]] | [3,3,7] … [∞,∞,∞]: … · [4,3[3]] … [∞,∞[3]]: … · [5,41,1] … [∞1,1,1]: … · … [(5,4,3,3)] … [∞[4]]: … … · … [4[]×[]] … [∞[]×[]]: … · … [4[3,3]] … [∞[3,3]] |  |
| 5    | 186         | …[3[3,3,3]]: … | | | |  |
| 6    | 66          | | | | |  |
| 7    | 36          | [31,1,1,1,1,1]: … | [31,1,1,1,1,1]: … | [31,1,1,1,1,1]: … | [31,1,1,1,1,1]: … |  |
| 8    | 13          | [3,3,3[6]]: · [3,3[6],3]: · [3,3[2+4],3]: · [3,3[1+5],3]: · [3[ ]e×[3]]:                                                                                | [4,3,3,33,1]: · [31,1,3,33,1]: · [3,(3,3,4)1,1]: · [32,1,3,32,1]: ·                                                                                     | | [4,3,3,32,2]: · [31,1,3,32,2]: |  |
| 9    | 10          | [3,3[3+4],3]: · [3,3[9]]: · [3,3[2+5],3]: | [32,1,32,32,1]: | [33,1,33,4]: · [33,1,3,3,31,1]: | [33,3,2]: · [32,2,4]: · [32,2,33,4]: · [32,2,3,3,31,1]:                                                                                                 |  |
| 10   | 8           | [3,3[8],3]: · [3,3[3+5],3]: · [3,3[9]]: | [32,1,33,32,1]: | [35,3,1]: · [33,1,34,4]: · [33,1,33,31,1]: | [34,4,1]: |  |
| 11   | 4           | | [32,1,34,32,1]: | [32,1,36,4]: · [32,1,35,31,1]: | [37,2,1]: |  |

### Сильно расширенные диаграммы Коксетера
Иногда используется понятие сильно расширенные диаграммы Дынкина, в котором аффинные группы считаются расширенными, гиперболические группы существенно расширенными, а третья ветвь — сильно расширенными простыми группами. Эти расширения обычно помечаются символами 1, 2 или 3 + в верхнем индексе для числа расширенных вершин. Эти расширенные серии могут быть расширены в обратном направлении путём последовательного удаления узлов в той же самой позиции графа, хотя процесс останавливается после удаления разветвляющего узла. Расширенное семейство E8 является наиболее известным примером расширения в обратном направлении из E3 и вперёд к E11.
Процесс расширения может дать ограниченные серии графов Коксетера, которые проходят путь от конечных к аффинным, затем к гиперболическим и группам Лоренца. Определитель матриц Картана задаёт, где серия меняется от конечной (положительный определитель) к аффинной (нулевой), затем в гиперболический тип (отрицательный), и завершается группой Лоренца, содержащей по меньшей мере одну гиперболическую подгруппу. Некристаллографические группы Hn образуют расширенную серию, где H4 расширяется в компактную гиперболическую группу, и существенно расширяется в группу Лоренца.
Определитель матрицы Шлефли по рангам:
- det(A1n=[2n-1]) = 2n (Конечна для всех n)
- det(An=[3n-1]) = n+1 (Конечна для всех n)
- det(Bn=[4,3n-2]) = 2 (Конечна для всех n)
- det(Dn=[3n-3,1,1]) = 4 (Конечна для всех n)

Определитель матрицы Шлефли в исключительных сериях:
- det(En[англ.]=[3n-3,2,1]) = 9-n (Конечна для E3(=A2A1), E4(=A4), E5(=D5), E6, E7[англ.] и E8, аффинна для E9 ({\displaystyle {\tilde {E}}_{8}}), гиперболична для E10)
- det([3n-4,3,1]) = 2(8-n) (Конечна для n= от 4 до 7, аффинна для ({\displaystyle {\tilde {E}}_{7}}) и гиперболична для n=8.)
- det([3n-4,2,2]) = 3(7-n) (Конечна для n= от 4 до 6, аффинна для ({\displaystyle {\tilde {E}}_{6}}) и гиперболична для n=7.)
- det(Fn=[3,4,3n-3]) = 5-n (Конечна для F3(=B3) и F4, аффинна для F5 ({\displaystyle {\tilde {F}}_{4}}), гиперболична для F6)
- det(Gn=[6,3n-2]) = 3-n (Конечна для G2, аффинна для G3 ({\displaystyle {\tilde {G}}_{2}}), гиперболична для G4)

|         | {\displaystyle A_{2}}                            | {\displaystyle C_{2}}                           | {\displaystyle G_{2}}                           | {\displaystyle A_{3}}                            | {\displaystyle B_{3}}                             | {\displaystyle C_{3}}                             | {\displaystyle H_{4}}                        |
| Ранг n  | [3[3],3n-3]                                      | [4,4,3n-3]                                      | Gn=[6,3n-2]                                     | [3[4],3n-4]                                      | [4,31,n-3]                                        | [4,3,4,3n-4]                                      | Hn=[5,3n-2]                                  |
| ------- | ------------------------------------------------ | ----------------------------------------------- | ----------------------------------------------- | ------------------------------------------------ | ------------------------------------------------- | ------------------------------------------------- | -------------------------------------------- |
| 2       | [3] · A2 ·                                       | [4] · C2 ·                                      | [6] · G2 ·                                      |                                                  | [2] · A12 ·                                       | [4] · C2 ·                                        | [5] · H2 ·                                   |
| 3       | [3[3]] · A2+={\displaystyle {\tilde {A}}_{2}} ·  | [4,4] · C2+={\displaystyle {\tilde {C}}_{2}} ·  | [6,3] · G2+={\displaystyle {\tilde {G}}_{2}} ·  | [3,3]=A3 ·                                       | [4,3] · B3 ·                                      | [4,3] · C3 ·                                      | [5,3] · H3 ·                                 |
| 4       | [3[3],3] · A2++={\displaystyle {\bar {P}}_{3}} · | [4,4,3] · C2++={\displaystyle {\bar {R}}_{3}} · | [6,3,3] · G2++={\displaystyle {\bar {V}}_{3}} · | [3[4]] · A3+={\displaystyle {\tilde {A}}_{3}} ·  | [4,31,1] · B3+={\displaystyle {\tilde {B}}_{3}} · | [4,3,4] · C3+={\displaystyle {\tilde {C}}_{3}} ·  | [5,3,3] · H4 ·                               |
| 5       | [3[3],3,3] · A2+++ ·                             | [4,4,3,3] · C2+++ ·                             | [6,3,3,3] · G2+++ ·                             | [3[4],3] · A3++={\displaystyle {\bar {P}}_{4}} · | [4,32,1] · B3++={\displaystyle {\bar {S}}_{4}} ·  | [4,3,4,3] · C3++={\displaystyle {\bar {R}}_{4}} · | [5,33] · H5={\displaystyle {\bar {H}}_{4}} · |
| 6       |                                                  |                                                 |                                                 | [3[4],3,3] · A3+++ ·                             | [4,33,1] · B3+++ ·                                | [4,3,4,3,3] · C3+++ ·                             | [5,34] · H6 ·                                |
| Det(Mn) | 3(3-n)                                           | 2(3-n)                                          | 3-n                                             | 4(4-n)                                           | 2(4-n)                                            | 2(4-n)                                            |                                              |

|         | {\displaystyle A_{4}}                            | {\displaystyle B_{4}}                               | {\displaystyle C_{4}}                               | {\displaystyle D_{4}}                               | {\displaystyle F_{4}}                              | {\displaystyle A_{5}}                            | {\displaystyle B_{5}}                                 | {\displaystyle D_{5}}                                  |
| Ранг n  | [3[5],3n-5]                                      | [4,3,3n-4,1]                                        | [4,3,3,4,3n-5]                                      | [3n-4,1,1,1]                                        | [3,4,3n-3]                                         | [3[6],3n-6]                                      | [4,3,3,3n-5,1]                                        | [31,1,3,3n-5,1]                                        |
| ------- | ------------------------------------------------ | --------------------------------------------------- | --------------------------------------------------- | --------------------------------------------------- | -------------------------------------------------- | ------------------------------------------------ | ----------------------------------------------------- | ------------------------------------------------------ |
| 3       |                                                  | [4,3−1,1] · B2A1 ·                                  | [4,3] · B3 ·                                        | [3−1,1,1,1] · A13 ·                                 | [3,4] · B3 ·                                       |                                                  | [4,3,3] · C3 ·                                        |                                                        |
| 4       | [33] · A4 ·                                      | [4,3,3] · B4 ·                                      | [4,3,3] · C4 ·                                      | [30,1,1,1] · D4 ·                                   | [3,4,3] · F4 ·                                     |                                                  | [4,3,3,3−1,1] · B3A1 ·                                | [31,1,3,3−1,1] · A3A1 ·                                |
| 5       | [3[5]] · A4+={\displaystyle {\tilde {A}}_{4}} ·  | [4,3,31,1] · B4+={\displaystyle {\tilde {B}}_{4}} · | [4,3,3,4] · C4+={\displaystyle {\tilde {C}}_{4}} ·  | [31,1,1,1] · D4+={\displaystyle {\tilde {D}}_{4}} · | [3,4,3,3] · F4+={\displaystyle {\tilde {F}}_{4}} · | [34] · A5 ·                                      | [4,3,3,3,3] · B5 ·                                    | [31,1,3,3] · D5 ·                                      |
| 6       | [3[5],3] · A4++={\displaystyle {\bar {P}}_{5}} · | [4,3,32,1] · B4++={\displaystyle {\bar {S}}_{5}} ·  | [4,3,3,4,3] · C4++={\displaystyle {\bar {R}}_{5}} · | [32,1,1,1] · D4++={\displaystyle {\bar {Q}}_{5}} ·  | [3,4,33] · F4++={\displaystyle {\bar {U}}_{5}} ·   | [3[6]] · A5+={\displaystyle {\tilde {A}}_{5}} ·  | [4,3,3,31,1] · B5+={\displaystyle {\tilde {B}}_{5}} · | [31,1,3,31,1] · D5+={\displaystyle {\tilde {D}}_{5}} · |
| 7       | [3[5],3,3] · A4+++ ·                             | [4,3,33,1] · B4+++ ·                                | [4,3,3,4,3,3] · C4+++ ·                             | [33,1,1,1] · D4+++ ·                                | [3,4,34] · F4+++ ·                                 | [3[6],3] · A5++={\displaystyle {\bar {P}}_{6}} · | [4,3,3,32,1] · B5++={\displaystyle {\bar {S}}_{6}} ·  | [31,1,3,32,1] · D5++={\displaystyle {\bar {Q}}_{6}} ·  |
| 8       |                                                  |                                                     |                                                     |                                                     |                                                    | [3[6],3,3] · A5+++ ·                             | [4,3,3,33,1] · B5+++ ·                                | [31,1,3,33,1] · D5+++ ·                                |
| Det(Mn) | 5(5-n)                                           | 2(5-n)                                              | 2(5-n)                                              | 4(5-n)                                              | 5-n                                                | 6(6-n)                                           | 4(6-n)                                                |                                                        |

|         | {\displaystyle A_{6}}                            | {\displaystyle B_{6}}                                | {\displaystyle D_{6}}                                    | {\displaystyle E_{6}}                             | {\displaystyle A_{7}}                              | {\displaystyle B_{7}}                                  | {\displaystyle D_{7}}                                        | {\displaystyle E_{7}}                               | {\displaystyle E_{8}}                                  |
| Ранг n  | [3[7],3n-7]                                      | [4,33,3n-6,1]                                        | [31,1,3,3,3n-6,1]                                        | [3n-5,2,2]                                        | [3[8],3n-8]                                        | [4,34,3n-7,1]                                          | [31,1,3,3,3,3n-7,1]                                          | [3n-5,3,1]                                          | En=[3n-4,2,1]                                          |
| ------- | ------------------------------------------------ | ---------------------------------------------------- | -------------------------------------------------------- | ------------------------------------------------- | -------------------------------------------------- | ------------------------------------------------------ | ------------------------------------------------------------ | --------------------------------------------------- | ------------------------------------------------------ |
| 3       |                                                  |                                                      |                                                          |                                                   |                                                    |                                                        |                                                              |                                                     | [3−1,2,1] · E3=A2A1 ·                                  |
| 4       |                                                  |                                                      |                                                          | [3−1,2,2] · A2 ·                                  |                                                    |                                                        |                                                              | [3−1,3,1] · A3A1 ·                                  | [30,2,1] · E4=A4 ·                                     |
| 5       |                                                  | [4,3,3,3,3−1,1] · B4A1 ·                             | [31,1,3,3,3−1,1] · D4A1 ·                                | [30,2,2] · A5 ·                                   |                                                    |                                                        |                                                              | [30,3,1] · A5 ·                                     | [31,2,1] · E5=D5 ·                                     |
| 6       | [35] · A6 ·                                      | [4,34] · B6 ·                                        | [31,1,3,3,3] · D6 ·                                      | [31,2,2] · E6 ·                                   |                                                    | [4,3,3,3,3,3−1,1] · B5A1 ·                             | [31,1,3,3,3,3−1,1] · D5A1 ·                                  | [31,3,1] · D6 ·                                     | [32,2,1] · E6 * ·                                      |
| 7       | [3[7]] · A6+={\displaystyle {\tilde {A}}_{6}} ·  | [4,33,31,1] · B6+={\displaystyle {\tilde {B}}_{6}} · | [31,1,3,3,31,1] · D6+={\displaystyle {\tilde {D}}_{6}} · | [32,2,2] · E6+={\displaystyle {\tilde {E}}_{6}} · | [36] · A7 ·                                        | [4,35] · B7 ·                                          | [31,1,3,3,3,30,1] · D7 ·                                     | [32,3,1] · E7 * ·                                   | [33,2,1] · E7 * ·                                      |
| 8       | [3[7],3] · A6++={\displaystyle {\bar {P}}_{7}} · | [4,33,32,1] · B6++={\displaystyle {\bar {S}}_{7}} ·  | [31,1,3,3,32,1] · D6++={\displaystyle {\bar {Q}}_{7}} ·  | [33,2,2] · E6++={\displaystyle {\bar {T}}_{7}} ·  | [3[8]] · A7+={\displaystyle {\tilde {A}}_{7}} * ·  | [4,34,31,1] · B7+={\displaystyle {\tilde {B}}_{7}} * · | [31,1,3,3,3,31,1] · D7+={\displaystyle {\tilde {D}}_{7}} * · | [33,3,1] · E7+={\displaystyle {\tilde {E}}_{7}} * · | [34,2,1] · E8 * ·                                      |
| 9       | [3[7],3,3] · A6+++ ·                             | [4,33,33,1] · B6+++ ·                                | [31,1,3,3,33,1] · D6+++ ·                                | [34,2,2] · E6+++ ·                                | [3[8],3] · A7++={\displaystyle {\bar {P}}_{8}} * · | [4,34,32,1] · B7++={\displaystyle {\bar {S}}_{8}} * ·  | [31,1,3,3,3,32,1] · D7++={\displaystyle {\bar {Q}}_{8}} * ·  | [34,3,1] · E7++={\displaystyle {\bar {T}}_{8}} * ·  | [35,2,1] · E9=E8+={\displaystyle {\tilde {E}}_{8}} * · |
| 10      |                                                  |                                                      |                                                          |                                                   | [3[8],3,3] · A7+++ * ·                             | [4,34,33,1] · B7+++ * ·                                | [31,1,3,3,3,33,1] · D7+++ * ·                                | [35,3,1] · E7+++ * ·                                | [36,2,1] · E10=E8++={\displaystyle {\bar {T}}_{9}} * · |
| 11      |                                                  |                                                      |                                                          |                                                   |                                                    |                                                        |                                                              |                                                     | [37,2,1] · E11=E8+++ * ·                               |
| Det(Mn) | 7(7-n)                                           | 2(7-n)                                               | 4(7-n)                                                   | 3(7-n)                                            | 8(8-n)                                             | 2(8-n)                                                 | 4(8-n)                                                       | 2(8-n)                                              | 9-n                                                    |

## Геометрические свёртки
| φA : AΓ --> AΓ' для конечных типов      | φA : AΓ --> AΓ' для конечных типов                                    | φA : AΓ --> AΓ' для конечных типов | φA : AΓ --> AΓ' для конечных типов |
| Γ                                       | Γ'                                                                    | Описание свёртки                   | схемы Коксетера — Дынкина          |
| --------------------------------------- | --------------------------------------------------------------------- | ---------------------------------- | ---------------------------------- |
| I2(h)                                   | Γ(h)                                                                  | Диэдральная свёртка                |                                    |
| Bn                                      | A2n                                                                   | (I,sn)                             |                                    |
| Bn                                      | Dn+1, A2n-1                                                           | (A3,+/-ε)                          |                                    |
| F4                                      | E6                                                                    | (A3,±ε)                            |                                    |
| H4                                      | E8                                                                    | (A4,±ε)                            |                                    |
| H3                                      | D6                                                                    | (A4,±ε)                            |                                    |
| H2                                      | A4                                                                    | (A4,±ε)                            |                                    |
| G2                                      | A5                                                                    | (A5,±ε)                            |                                    |
| G2                                      | D4                                                                    | (D4,±ε)                            |                                    |
| φ: AΓ+ --> AΓ'+ для всех аффинных типов |                                                                       |                                    |                                    |
| {\displaystyle {\tilde {A}}_{n-1}}      | {\displaystyle {\tilde {A}}_{kn-1}}                                   | Locally trivial                    |                                    |
| {\displaystyle {\tilde {B}}_{n}}        | {\displaystyle {\tilde {D}}_{2n+1}}                                   | (I,sn)                             |                                    |
| {\displaystyle {\tilde {B}}_{n}}        | {\displaystyle {\tilde {D}}_{n+1}}, {\displaystyle {\tilde {D}}_{2n}} | (A3,±ε)                            |                                    |
| {\displaystyle {\tilde {C}}_{n}}        | {\displaystyle {\tilde {B}}_{n+1}}, {\displaystyle {\tilde {C}}_{2n}} | (A3,±ε)                            |                                    |
| {\displaystyle {\tilde {C}}_{n}}        | {\displaystyle {\tilde {C}}_{2n+1}}                                   | (I,sn)                             |                                    |
| {\displaystyle {\tilde {C}}_{n}}        | {\displaystyle {\tilde {A}}_{2n+1}}                                   | (I,sn) & (I,s0)                    |                                    |
| {\displaystyle {\tilde {C}}_{n}}        | {\displaystyle {\tilde {A}}_{2n}}                                     | (A3,ε) & (I,s0)                    |                                    |
| {\displaystyle {\tilde {C}}_{n}}        | {\displaystyle {\tilde {A}}_{2n-1}}                                   | (A3,ε) & (A3,ε')                   |                                    |
| {\displaystyle {\tilde {C}}_{n}}        | {\displaystyle {\tilde {D}}_{n+2}}                                    | (A3,-ε) & (A3,-ε')                 |                                    |
| {\displaystyle {\tilde {C}}_{2}}        | {\displaystyle {\tilde {D}}_{5}}                                      | (I,s1)                             |                                    |
| {\displaystyle {\tilde {F}}_{4}}        | {\displaystyle {\tilde {E}}_{6}}, {\displaystyle {\tilde {E}}_{7}}    | (A3,±ε)                            |                                    |
| {\displaystyle {\tilde {G}}_{2}}        | {\displaystyle {\tilde {D}}_{6}}, {\displaystyle {\tilde {E}}_{7}}    | (A5,±ε)                            |                                    |
| {\displaystyle {\tilde {G}}_{2}}        | {\displaystyle {\tilde {B}}_{3}}, {\displaystyle {\tilde {F}}_{4}}    | (B3,±ε)                            |                                    |
| {\displaystyle {\tilde {G}}_{2}}        | {\displaystyle {\tilde {D}}_{4}}, {\displaystyle {\tilde {E}}_{6}}    | (D4,±ε)                            |                                    |

Схема Коксетера — Дынкина (с простыми связями, конечная, аффинная или гиперболическая), имеющая симметрию (удовлетворяющая одному условию), может быть преобразована с помощью симметрии в новую, в общем случае многониточную схему, с помощью процесса, называемого «свёрткой».
Геометрически это соответствует ортогональным проекциям однородных многогранников и мозаик. Интересно, что любая конечная схема Коксетера — Дынкина с простыми связями может быть свёрнута в I2(h), где h — Число Коксетера, геометрически соответствующее проекции на плоскость Коксетера.
| Некоторые гиперболические свёртки |